# ناجية الربيع
ناجية الربيع (21 ديسمبر 1955-): ممثلة، مذيعة، مخرجة، وكاتبة سعودية. تعد الربيع من النساء الرواد في التمثيل والإذاعة في المملكة العربية السعودية. بدأت التمثيل والغناء منذ طفولتها في العديد من البرنامج وذلك خلال حقبة نشأت التلفزيون السعودي وستينات القرن العشرين. استمرت ناجية في برامج التلفزيون حتى نالت أول دور إحترافي لها إلى جانب عبد العزيز الحماد وعبد الرحمن الخريجي في «مسلسل المهند» سنة 1970.
درست الإخراج بجامعة سان فرانسيسكو ونالت الماجستير عام 1984. وفي أواخر سنة 1985، عادت إلى السعودية فعملت مدة عام ونصف مخرجة للأفلام الوثائقية الطبية والعلمية في مستشفى الملك فيصل التخصصي. وفي 1987، انتقلت للكويت لتشارك إخراجيًا في مسرح منصور المنصور، مما أتاح لها الفرصة المشاركة في مجموعة من الأعمال الكويتية بدءاً بمسلسل «الناس الطيبين» ومسلسل عاد ولكن و«مسرحية بيبي والعجوز» سنة 1988.
شاركت الربيع في أكثر من 100 عمل فني بين التلفزيون والمسرح، من أشهرها: مسلسل طاش ماطاش، مسلسل شؤون عائلية، بو مرزوق، الملقوفة، مرآه الزمان، الماضي وخريف العمر، شقة الحرية، الخراز، كما شاركت بأعمال عربية متنوعة في مصر منها: حكايات مستر أيوب ومسز عنايات، عوضين وإمبراطورية عين، فارس بلا جواد، الناس في كفر عسكر.

## المولد والنشأة
وُلِدت ناجية في 21 ديسمبر 1955 في مدينة الطائف، ونشأت في أسرة ميسورة الحال لأب من حائل (فهد بن عبد العزيز الربيع - متوفى 1999) ضابط في الجيش السعودي، وأُم من مدينة الأحساء. ثم انتَقَلت إلى الخرج وهي في السادسة من عُمرِها لتدرس الأولى إبتدائية فيها، وفي سنة 1963 انتقلت أسرتها إلى الرياض، وكان أبوها ضابطًا مرموقًا، يتسلم راتباً مرتفعا من الحكومة ويعيش في فلل الضباط. وقد أتاح هذا الأمر لناجية أن تلتحق بِأرقى المدارس، آنذاك، إذ تابعت ناجية تعليمها الأولي في مدرسة الأبناء النموذجية، وكانت تعليم مختلط للصفوف الأولية آنذاك. وكان لها دور في مسرح واحتفالات الأطفال في المدرسة، وقد أدت دور مسرحي أمام الملكة عفت.

## مسيرتها الفنيَّة
بدأت ناجية بالتمثيل في العاشرة من عمرها بالاشتراك في برامج الأطفال على التلفزيون السعودي سنة 1965، واستمرت في برامج التلفاز حتى نالت أول دور إحترافي لها في عمر الرابعة عشر إلى جانب عبد العزيز الحماد وعبد الرحمن الخريجي وسلوى شاكر في «مسلسل المهند» سنة 1970. وبعد أن أتمت دراستها الثانوية، عملت كإذاعية ومقدمة في عدد من البرامج، حيث قدمت برنامج «صباح الخير»، والبرنامج الأسبوعي «ياليل دانه». إلى جانب عضويتها في نادي فتاة الجزيرة الذي أدت من خلاله بعض الأعمل المسرحية.
سافرت إلى الولايات المتحدة مع زوجها لإستكمال دراسته العليا، فألتحقت بجامعة أريزونا وحصلت على البكالوريوس في الإعلام. ثم درست الإخراج بجامعة سان فرانسيسكو ونالت الماجستير عام 1984، وشاركت أثناء دراستها في مسرحيتين عرضتا بجامعتي أريزونا وسان فرانسيسكو، إلى جانب حصولها على دورات تدريبيه في الحركة المسرحية والصوت والتمثيل. بعد عودتها من الولايات المتحدة إلى الرياض، عملت ناجية في مستشفى الملك فيصل التخصصي مابين عام 1985 - 1986 كمخرجة للبرامج الثقافية والطبية والعلمية باللغتين العربية والإنجليزية، كما تولت رئاسة قسم اللغة العربية واللغة الإنجليزية في مكتبة التلفزيون في المستشفى ذاته، وأصدرت دليل التلفزيون باللغة الإنجليزية وهو دليل خاص بالدائرة المغلقة بالمستشفى.

### في الكويت
مسلسل بو مرزوق

### في مصر
- حكايات مستر أيوب ومسز عنايات: قدمت دورًا مميزًا في هذا المسلسل الذي حقق نجاحًا كبيرًا.
- عوضين وإمبراطورية عين: شاركت في هذا المسلسل الذي تناول قصة اجتماعية شيقة.
- فارس بلا جواد: قدمت دورًا مؤثرًا في هذا العمل الدرامي.
- الناس في كفر عسكر: شاركت في هذا المسلسل الذي يصور الحياة في الريف المصري

## أعمالها

### في التلفزيون
| - 1970: مسلسل المهند. - 1988: مسلسل الناس الطيبين. - 1989: مسلسل عاد ولكن. - 1989: «مسلسل 29 سالفة وسالفة». - 1990: مسلسل إللي ماله أول ماله تالي. - 1990: البيت الكبير. - 1991: شكرا للظروف. (سهرة تليفزيونية) - 1992: مسلسل الخروج من الهاوية. - 1992: بو مرزوق. - 1992: الماضي وخريف العمر. - 1992: الملقوفة. - 1992: مسلسل حضيضان إكسبرس. - 1993: مسلسل أبرياء في المصيدة. - 1993: مرآه الزمان. - 1994: مسلسل فكرة بمليون جنية. - 1994: مسلسل أثنين تحت الصفر. - 1994: سر الغائب. - 1995: مسلسل أسوار الظلم. | - 1995: مسلسل حكايات من حارتنا. - 1995: اعترافات ليلية. (سهرة تليفزيونية) - 1995: سجن السنين. (سهرة تليفزيونية) - 1996: شقة الحرية. - 1996: مسلسل حواء والتفاحة. - 1996: حكايات مستر أيوب ومسز عنايات. - 1997: طاش ما طاش - أكثر من جزء . - 1997: عوضين وإمبراطورية عين. - 1997: مسلسل القنفد. - 1998: مسلسل النهر. - 1998: مسلسل النار الباردة. - 1999: مسلسل شؤون عائلية. - 1999: مين سرق مين. (سهرة تليفزيونية) - 1999: مسلسل الجذور. - 1999: محاكمة عم حسان. (سهرة تليفزيونية) - 2000: مسلسل أما بعد. - 2000: السيد الخادم. (سهرة تليفزيونية) - 2000: مسلسل مشوار سلامة. | - 2000: حكاية عمتي. (سهرة تليفزيونية) - 2001: مسلسل سندس وأخواتها. - 2002: فارس بلا جواد. - 2002: مسلسل أين ولدي. - 2003: الناس في كفر عسكر. - 2004: سرى الليل. - 2005: اعترافات الثعالب. - 2007: الخراز. - 2009: أيام السراب. - 2009: مسلسل إن غاب القط. - 2010: الشمس تشرق مرتين. - 2010: مسلسل فينك. - 2012: هوامير الصحراء. - 2012: من الآخر. - 2013: أنت طالق. - 2016: حارة الشيخ. - 2018: مسلسل حب بلا حدود. - 2020: مسلسل وصية بدر. |

### من المسرحيات
- 1988: مسرحية بيبي والعجوز.
- 1988: مسرحية المدرسة العجيبة.
- 1992: مسرحية الواد ده كويتي.
- 2013: مسرحية أربع نساء وامرأة.

### الإخراج والإدارة المسرحية
- 1987: مسرحية الأوانس. (الإدارة المسرحية)
- 1988: مسرحية بجم أقول. (الإدارة المسرحية)
- 1988: مسرحية المدرسة العجيبة. (الإدارة المسرحية)
- 1989: مسلسل عاد ولكن. (مساعد مخرج)
- 1990: مسلسل إللي ماله أول ماله تالي. (مساعد مخرج)

## روابط خارجية
- ناجية الربيع على موقع IMDb (الإنجليزية)
- ناجية الربيع على موقع قاعدة بيانات الأفلام العربية